# NGC 6749
NGC 6749 est un groupe d'étoiles situé dans la constellation de l'Aigle. L'astronome britannique John Herschel a enregistré la position de ce groupe le 15 juillet 1827.

## NGC 6749 ≠ GCL 107
Toutes les sources consultées identifient à tort NGC 6749 à l'amas globulaire GCL 107. Cet amas est à environ 8 minutes d'arc au nord-est de la position indiquée par Herschel. La description qu'il donne de son observation (un amas de petites étoiles dispersées de différentes magnitude ; remplit le champ) ne correspond nullement à l'apparence de GCL 107. De plus, l'astronome amateur Steve Gottlieb fait remarquer que, selon ses observations, GCL 107 est si petit et si pâle qu'aucun observateur des années 1800 n'aurait pu résoudre ses étoiles.